# Westliche Naabtalhänge bei Pielenhofen
Die Westlichen Naabtalhänge bei Pielenhofen sind ein 54 Hektar großes zur Gemeinde Brunn gehörendes Naturschutzgebiet nordwestlich von Pielenhofen an der Naab gelegen im Landkreis Regensburg, Bayern. Das Naturschutzgebiet umfasst naturnahe Waldbereiche sowie schluchtartige Einschnitte und Felspartien wie dem Osterfelsen und der Höhle Osterstube. Ein Wanderweg führt durch das Gebiet an den Felsen vorbei.

## Mountainbiking
Wegen hoher Absturzgefahr wird in einschlägigen Foren vor der Tour durch dieses Gebiet gewarnt. 2012 starb hier ein Mountainbike-Fahrer, ein zweiter wurde schwer verletzt.